# Jan Lukeš
Jan Lukeš (12. července 1912 Královské Vinohrady – 25. srpna 1977 Terezín) byl český spisovatel a hudební skladatel. Psal také pod pseudonymem Car Osten a mnoha jinými. Byl autorem několika rozsáhlých románů žánru science fiction, pro které vytvořil také několik umělých jazyků. Část svého života strávil v psychiatrické léčebně se spornou diagnózou paranoidní schizofrenie. Mimo jiné i proto se většina jeho díla (převážně hudebního) dochovala pouze ve zlomcích a útržcích.

## Život
Narodil se na Královských Vinohradech č. p. 240 (dnes Francouzská ulice), v rodině berního oficiála Františka Lukeše (1877–??) a jeho manželky Heleny, rozené Pytlíkové (1882–??), která byla neteří básníka Antonína Sovy. V Praze absolvoval gymnázium a vystudoval lékařskou fakultu Karlovy univerzity, kde byl 5. 4. 1938 promován. Působil jako lékař v rozličných nemocnicích, v roce 1946 byl jako paranoidní schizofrenik (diagnóza se z dnešního hlediska zdá sporná) hospitalizován. Poté pracoval manuálně a půl roku jako sekundární lékař v psychiatrické léčebně v Kosmonosích. V roce 1952 mu byl přiznán trvalý důchod a byl zbaven svéprávnosti. Od roku 1970 byl opět hospitalizován, zemřel po zhoubné nemoci v domově důchodců pro duševně choré v Terezíně.

## Dílo
Za svého života používal různé pseudonymy, například za druhé světové války psal ironicky pronacistické básně a literární eseje pod pseudonymem Jan Kalíř, v období své hospitalizace svá díla podepisoval jménem Car Osten a sebe označil za překladatele (z ruštiny).
Psal od dětství (patrně od roku 1925), napsal několik rozsáhlých románů a různé drobnější beletristické i odborné práce, vesměs nedokončené či nedochované. Jeho nejvýznamnější díla spadají do žánru sci-fi, jsou to několikasvazkový fiktivní sci-fi cestopis Pěšky napříč Marmokojem, jakási kronika trestné výpravy do vzbouřené provincie Marmokoj na fiktivní planetě Thetis, na níž se také většina Lukešových prací odehrává, a román Dcera vědy, rozsáhlý životopis Lukešovy fiktivní mimozemské manželky, Darhojané Sedéno. Pro svět Thetis vytvořil Lukeš také několik fiktivních jazyků, nejpropracovanější z nich je iškovština (zahrnuje slovní zásobu asi 6 000–10 000 slov), dále kompletní mytologii, historii a geografii. Dalšími díly jsou nedokončený satirický román Mariánské císařství, v němž Lukeš popisuje „paxistický“ stát (obdobnou státní ideologii sám po druhé světové válce prosazoval, což bylo jednou z příčin jeho hospitalizace), několik kolportážních a pornografických románů (Hrabě Jiří Válek, Sourozenci), dramat a drobnějších děl. Celoživotně psal také básně různých žánrů, často protikomunistickou satiru a napodobeniny dekadence. Většina děl se dochovala v rukopisných přepisech, které Lukeš vypracoval pro svého psychiatra, Jaroslava Stuchlíka, kterému také napsal mnoho autobiografických dopisů (Nevšední případ aneb Neurčitá diagnóza, respektive Ztracený život, nedochovaná sebekritická životní bilance; Můj život v hudbě, jakési shrnutí Lukešových hudebních děl).
Lukeš se ve svém autobiografickém dopisu Můj život v hudbě prohlásil za autora osmatřiceti oper a třinácti symfonií a také mnoha drobnějších hudebních děl (například „písně o mrtvých želvách“), žádná z nich se ovšem nedochovala. Dochovaná libreta jeho oper jsou věnována nejrůznějším tématům, všechny ale končí tragicky až katastroficky. V jedné ze svých oper zhudebnil téměř hodinovou árií celý jeden Gottwaldův projev. Mimo jiné dle vlastních slov napsal pokračování Prodané nevěsty a další opery.
Jan Lukeš psal lékařské práce (zabýval se oneirologií – naukou o snech, dějinami medicíny a dalšími obory), práce z oboru matematiky a fyziky, „vynalézal“. Vytvořil politickou koncepci paxismu a napsal politický traktát Můj mír (jako protiklad k Hitlerově knize Mein Kampf, tedy Můj boj), který se však nedochoval.

## Vydaná díla
Díla Jana Lukeše s výjimkou několika studentských básní nebyla za jeho života nikdy publikována a patrně ani šířeji rozšířena, některá z nich byla údajně šířena v samizdatu (některá dramata, libreto opery Úderka a autobiografický dopis Můj život v hudbě). Po sametové revoluci byla osobnost Jana Lukeše šířeji zkoumána (nejvýrazněji Vladimír Borecký), při nakladatelství Lege Artis byl založen neformální Přípravný výbor Nadace MUDr. Jana Lukeše, bylo také vydáno několik životopisných studií (nejrozsáhleji v díle V. Boreckého Zrcadlo obzvláštního) a několik Lukešových spisů (výbor z poezie Dekadentův lós v nakladatelství Petrov v roce 1999, sborník Z knižnice iškovské kultůry v nakladatelství Garamond v roce 2000 a celý text dopisu Můj život v hudbě s mnoha dodatky v nakladatelství Petrov v roce 2003).